# 慕容強
慕容 強（慕容彊、ぼよう きょう、生没年不詳）は、五胡十六国時代の前燕の人物。昌黎郡棘城県の出身。

## 生涯
元璽3年（354年）3月、前鋒都督・都督荊徐二州縁淮諸軍事に任じられ、河南へ侵攻した。
西平公に封じられた。
建熙10年（369年）11月、車騎大将軍慕容垂が前秦への亡命を図った。太傅慕容評からこの知らせを聞いた慕容暐は、慕容強に精騎を率いて追跡させた。范陽で慕容垂らを捕捉したものの、慕容垂の世子慕容令が後詰めとして防備を厳重にしていたため、近づく事ができなかった。
これ以後の事績は、史書に記されていない。